# 荒漠列表
本条目列出世界上的著名荒漠和沙漠：

## 亚洲
- 塔克拉玛干沙漠（Taklamakan）——位於塔里木盆地，中国新疆南部，中國最大的沙漠
- 戈壁沙漠（Gobi Desert/ Mongolia）——中国和蒙古国边境
- 鄂尔多斯沙漠（Ordos）——中国内蒙古西部
- 古爾班通古特沙漠——位於新疆準噶爾盆地中央，瑪納斯河以東及烏倫古河以南，是中國第二大沙漠。
- 巴丹吉林沙漠——位於內蒙古西部阿拉善盟，是中國第三大沙漠，同時也是世界最大的鳴沙區。
- 騰格里沙漠——位於內蒙古西部和甘肅省中部，東至賀蘭山，南越長城，西至雅布賴山，是中國第四大的沙漠。
- 毛烏素沙漠——位於陝西榆林和內蒙古伊克昭盟之間的鄂爾多斯高原中心，是中國第五大沙漠。
- 柴達木盆地沙漠——位於青海西北部柴達木盆地之中，是世界海拔最高的沙漠。
- 庫布其沙漠——位於內蒙古鄂爾多斯高原北部，是中國第七大沙漠。
- 烏蘭布和沙漠——分佈在內蒙古河套平原西南
- 卡拉库姆沙漠（Kara Kum）——中亚南部土庫曼斯坦
- 克齐尔库姆沙漠（Kyzyl Kum）——中亚中部烏茲別克斯坦及哈薩克斯坦南部
- 塔尔沙漠（Thar-Cholistan）——印度和巴基斯坦边境

### 中東
- 阿拉伯沙漠（Arabian Desert）——由鲁卜哈利沙漠等位于阿拉伯半岛上的沙漠的总称
- 内盖夫沙漠（Negev）——以色列南部
- 卡维尔沙漠（Dasht-e Kavir）——伊朗中部
- 卢特沙漠（Dasht-e Lut）——伊朗东南部
- 西奈沙漠（Desert of Sin / Zin Desert）——埃及西奈半岛

## 非洲
- 撒哈拉沙漠（Sahara）——北非，荒涼程度僅次於北極和南極，面積約等同一個美國國土。
- 喀拉哈里沙漠（Kalahari Desert）——非洲南部的一大平原沙漠
- 納米比沙漠（「Namib」是Nama語）——納米比亞西部的一個沙漠

## 大洋洲
- 大维多利亚沙漠（Great Victoria Desert）——澳大利亚中南部
- 西澳大利亚沙漠（Western Desert）——吉布森沙漠（Gibson Desert）、大沙沙漠（Great Sandy Desert）、小沙沙漠（Little Sandy Desert）等澳大利亚西部沙漠的统称，這些荒漠名為沙漠，實際上絕少流沙及塵士，主為光禿、大片的石床，是真正的石漠。
- 塔纳米沙漠（Tanami Desert）——澳大利亚北部

## 北美洲
- 莫哈韦沙漠（Mojave Desert）——美国西南部
- 大盆地沙漠（Great Basin Desert）——美国西部，北美最大沙漠
- 索诺兰沙漠（Sonoran Desert）——美国和墨西哥边境
- 奇瓦瓦沙漠（Chihuahuan Desert）——美国和墨西哥边境

## 南美洲
- 阿塔卡马沙漠（Atacama Desert）——智利北部
- 巴塔哥尼亚沙漠（Patagonian Desert）——位於巴塔哥尼亞高原、阿根廷和智利南部，美洲最大荒漠

## 南极洲
- 南极洲（英語：Antarctica)——以降水量来说，整个南极洲大陆是世界上最大的荒漠